# زمین‌لرزه ۱۹۹۵ مصر
زمین‌لرزه مصر  در تاریخ ۲۲ نوامبر ۱۹۹۵ میلادی، برابر با ‎۱ آذر ۱۳۷۴، ساعت ۴:۱۵:۱۱ به زمان یوتی‌سی در مناطق مرزی مصر و عربستان سعودی رخ داد. ژرفای این زلزله ۱۲٫۵ کیلومتر بود، و بزرگی آن ۷٫۲ در مقیاس Mw اعلام شده‌است. زمین‌لرزه به وقت محلی در روز چهارشنبه، ساعت ۶ روی داده و منطقه زمانی آن یوتی‌سی +۲ بوده‌است .
سازمان زمین‌شناسی آمریکا نیز رومرکز این زمین‌لرزه را در مختصات ۲۸°۴۹′۳۴″شمالی ۳۴°۴۷′۵۶″شرقی / ۲۸٫۸۲۶°شمالی ۳۴٫۷۹۹°شرقی و ژرفای آنرا در ۱۰ کیلومتر گزارش کرده‌است. بزرگی برگزیدهٔ این سازمان از میان بزرگیهای محاسبه‌شدهٔ مختلف ۷٫۲ در مقیاس Mw بوده و از دید اثر، در میان چهار دسته‌بندی «نامحسوس»، «محسوس»، «زیان‌آور» یا «با تلفات»، زلزله را «با تلفات» اعلام کرده‌است.روانگرایی در این زمین‌لرزه ایجاد شده‌است.
پروژهٔ «تنسور گشتاور مرکزوار» زاویه‌های (راستا، شیب، ریک) گسل سازندهٔ زمین‌لرزه و صفحه عمود بر آنرا (°۱۹۶، °۵۹، °۱۵-) یا (°۲۹۴، °۷۷، °۱۴۹-) و نوع گسل را «امتدادلغز» فرارسانده‌است.
شمار کشتگان زلزله حدود ۹ نفر بوده‌است.تعداد زخمیان ۳۲ نفر برآورده شده‌است.